# 揚·蒂蘭諾夫斯基
可敬者揚·利奧波德·蒂兰诺夫斯基（Jan Leopold Tyranowski，1901年2月9日—1947年3月15日）是一位波兰罗马天主教徒。 在二战时期，他在圣斯坦尼斯瓦夫·科斯特卡（Saint Stanisław Kostka）的大学教区帮慈幼会带领了一个学生信仰小组， 而未来的教宗若望保祿二世就是其中一员，他对于后者青年时期的灵修陶成起了至关重要的作用。
1997年4月28日，教宗若望保祿二世启动了封圣呈序，称他为“天主之僕”；在2017年初教宗方济各确认了他的圣德并封他为“可敬者”。

## 生平
扬·利奥波德·蒂兰诺夫斯基，1901年2月9日出生于克拉科夫（父親是Jan Tyranowski，母親是Apolonia Hrobak），他的父亲曾有意培养他当会计，但在1930年，他因为慢性胃病而放弃了会计学业。于是他在父亲的裁缝店工作，并在父亲去世后继承家业，之后与他母亲相依为命以此为生；当裁缝让他的压力减轻了不少，他在教区的宗教生活似乎也变得更快乐也更积极。他喜欢独处，终身未婚；他喜欢拍照和园艺，并对科学和外语感兴趣。
在1935年，他在一次弥撒中听一位慈幼会的神父讲道，神父在讲道中说，“当圣人并不难”。他开始反省对圣人的认知并激发了他对圣德的渴望，这次听道拓宽他的精神层面并永远改变了他的生活。他在阅读完圣十字若望和圣女德肋撒的灵修文字后对圣衣会充满热忱，即使他从未作为一位神职人员加入过圣衣会。
在1941年5月底，慈幼会的神父被纳粹大量拘捕，因此其中一位剩下的老神父请求蒂兰诺夫斯基帮忙教务。由于他是一个很内向的人，因此他一开始很犹豫，但后来还是接受了，并组织起“活着的的玫瑰经”（Living Rosary）小组，带领十五个年轻人每人每天念一端玫瑰经，最后串成一整串玫瑰经；嘉祿·若瑟·沃伊蒂瓦，也就是未来的教宗若望保祿二世就是其中一员。他们每周在蒂兰诺夫斯基的公寓聚会一次，接受他的指导；盖世太保曾经有一次发现了这样的集会，但只把它当作宗教狂热者的聚会而没有深究。战后，他带领過的年轻人之中有十一人后来成为了神父。
1946年，蒂兰诺夫斯基患上了肺结核病，并在接下来的几个月承受巨大的病痛；1947年，他因病过世。1946年11月1日，仅在他去世前几个月，他带病参加了嘉祿·若瑟·沃伊蒂瓦神父的晋牧典礼。

## 评价
若望保祿二世当年刚认识蒂兰诺夫斯基时，觉得他有些偏执，但很快在他身上发现一种可贵的力量。因他的引导，若望保祿二世开始接触圣十字若望和圣女德肋撒的灵修文字。后来若望保祿二世在不同的场合都经常提及他，教宗回忆说：“他尝试教给我们一个全新的世界。他希望引领我们这些新人进入一个全新的生活”。他的照片一直摆设在教宗的公寓里。

## 封圣
1997年4月28日，教宗若望保祿二世启动了封圣呈序，称他为“天主之僕”。在2017年初教宗方济各确认他的圣德并封他为“可敬者”。他最初被埋在拉科维奇公墓（Rakowicki Cemetery），但于1998年3月26日移灵到由慈幼会管理的圣斯坦尼斯瓦夫·科斯特卡（Saint Stanisław Kostka）教堂。封圣主教座堂（Congregation for the Causes of Saints） 在2017年1月17日完成了对他档案的审查。